# Tollund-Mann

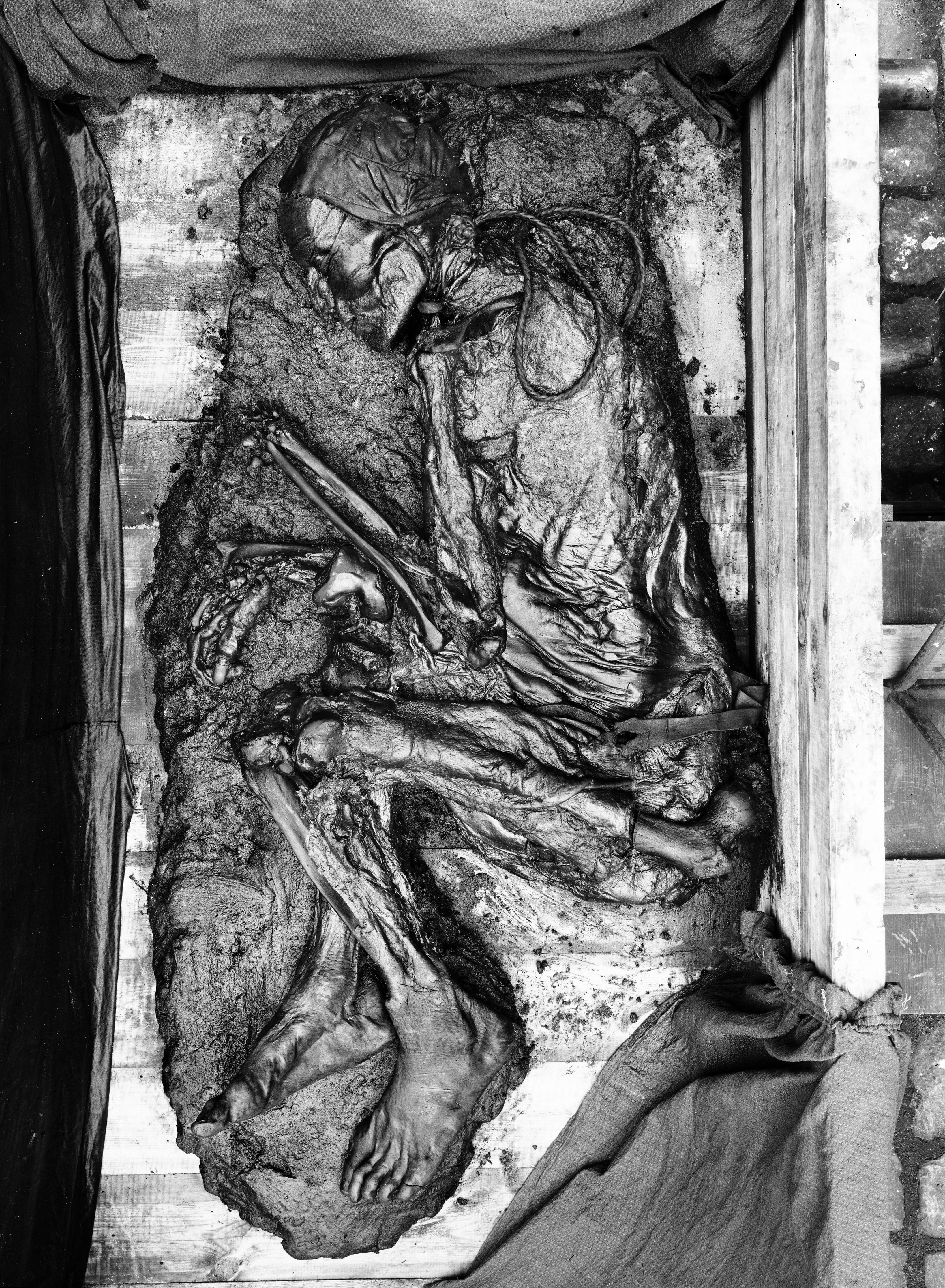
Die Leiche des Tollund-Mannes kurz nach der Bergung

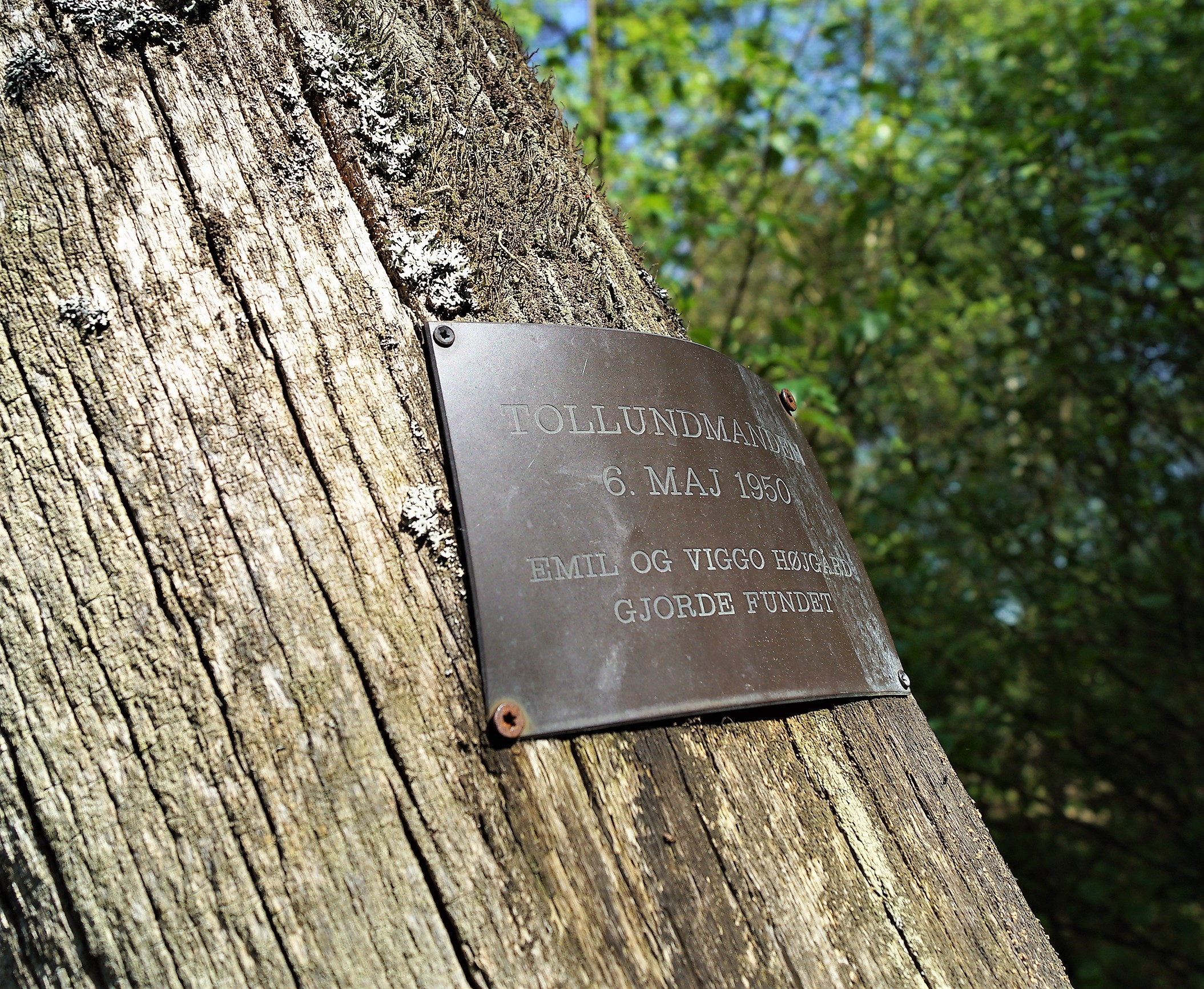
Gedenktafel am Fundort des Tollund-Manns

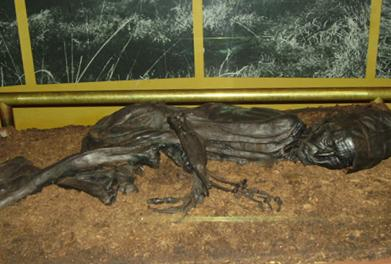
Der Tollund-Mann im Silkeborg-Museum

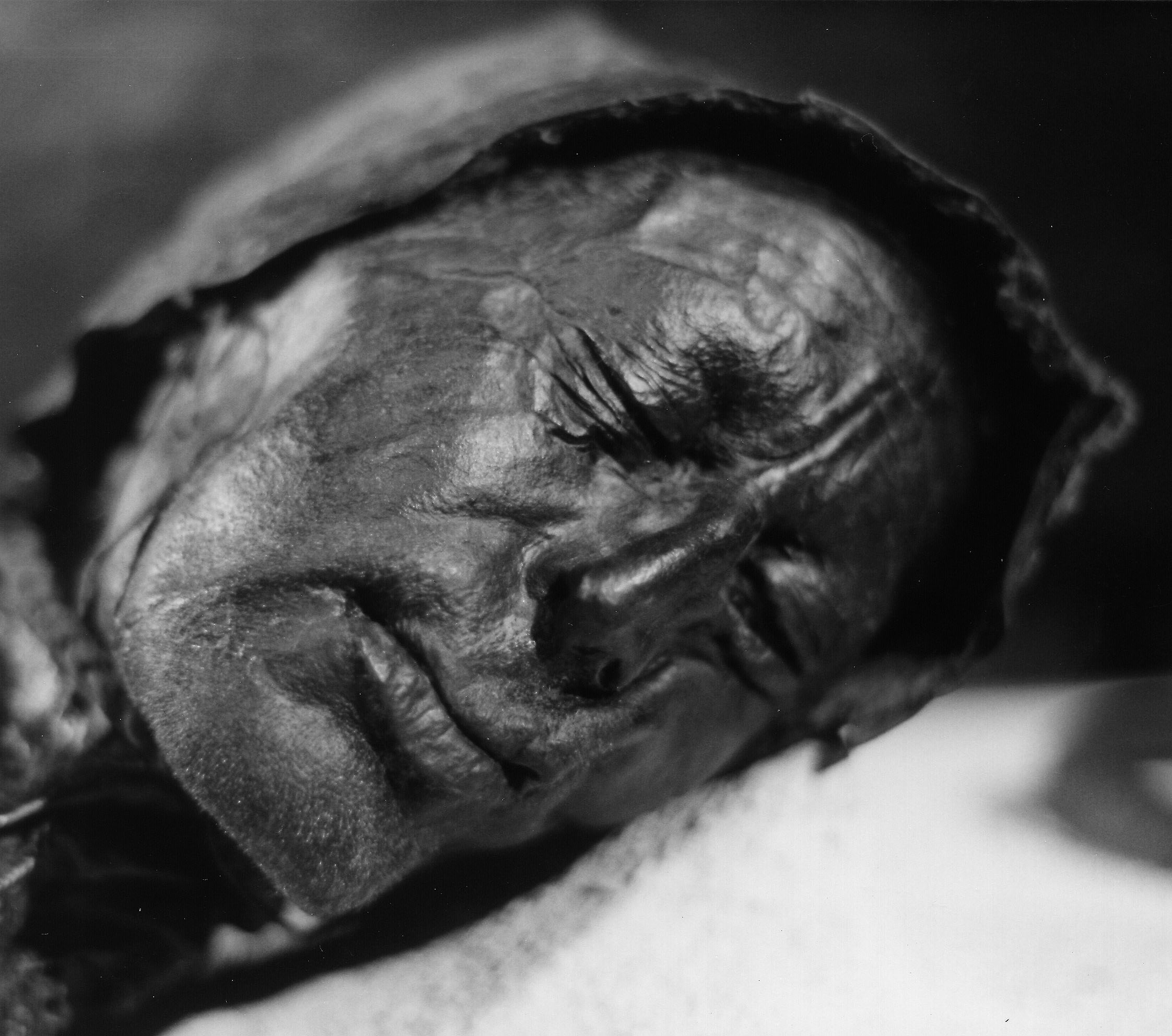
Der Kopf des Tollund-Manns

Der Tollund-Mann (auch Tollundmann; dänisch Tollundmanden) ist eine am 8. Mai 1950 in einem Hochmoor im Bjældskovdal, zehn Kilometer westlich von Silkeborg, in Dänemark von Torfstechern entdeckte Moorleiche. Sie wird heute im „Hovedgården“-Museum Silkeborg ausgestellt.

## Fundumstände
Während die Brüder Viggo und Emil Højgaard am 8. Mai 1950 im Bjældskovdal bei Tollund Torf stachen, entdeckte Viggos Frau Grethe in einer Torfgrube in 2,50 m Tiefe einen menschlichen Körper, der so gut erhalten war, dass sie ihn für ein zeitgenössisches Mordopfer hielt. Deshalb wurde die Polizei in Silkeborg informiert. 
Auf Anraten des konsultierten Archäologen Peter Vilhelm Glob von der Universität Aarhus, der das Alter des Leichnams auf ca. 2000 Jahre schätzte, wurde um diesen ein Holzkasten gebaut und dieser per Pferdewagen und Eisenbahn für weitere Untersuchungen zum Dänischen Nationalmuseum in Kopenhagen transportiert. Mit der Ausgrabung des Tollund-Manns aus dem Torfblock wurde der Konservator Knud Thorvildsen (1907–1987) beauftragt, der schon die Moorleichen von Borremose geborgen hatte. Die Leiche wurde vom Torf befreit, umfassend fotografiert, im Krankenhaus Bispebjerg geröntgt und schließlich obduziert. Man entschloss sich, den Kopf des Tollund-Manns mit den perfekt erhaltenen Gesichtszügen zu konservieren.
Fundort: 56° 9′ 53,3″ N, 9° 23′ 34,7″ O.

## Beschreibung
Der Tollund-Mann lag in entspannter Haltung auf der rechten Seite, die Beine an den Bauch gezogen. Mit Ausnahme einer schafsledernen, aus acht Stücken zusammengenähten Kappe und eines 77 cm langen Ledergürtels trug er keinerlei Kleidung. Es ist möglich, dass er ursprünglich mit Textilien aus pflanzlichen Fasern, wie Flachs, Hanf oder Nesseln, bekleidet war, die durch das saure Milieu im Moor zersetzt wurden. Sein Alter wurde auf etwa 40 Jahre geschätzt. Mit 161 cm war er eher klein, vermutlich aber auch im Moor geschrumpft, sodass die Haut in Falten lag. Seine Arme und Hände waren beim Torfstechen beschädigt worden, die Füße und einer der Finger waren aber gut erhalten. Die Papillarlinien und Hautlinienmuster auf den Fußsohlen unterschieden sich nicht von denen heutiger Menschen. Besonders gut erhalten war der Kopf. Die Haare waren kurz geschnitten und 2 bis 3 cm lang. Die Lederkappe, die sein Kopfhaar bedeckte, war mit zwei Lederstreifen unter dem Kinn befestigt. Der Hals der Moorleiche steckte in einer geflochtenen Lederschlinge, die an den Seiten und unter dem Kinn deutliche Spuren in der Haut hinterlassen hatte. Das unter der Leiche liegende freie Ende des Riemens war etwa einen Meter lang und am Ende abgeschnitten. Der Oberkörper war zum größten Teil noch von Haut bedeckt. Besonders die linke Brustseite und Schulter waren aber schlecht konserviert und zum Teil zersetzt. Die Geschlechtsteile waren gut erhalten, ebenso die inneren Organe, wie Herz, Lungen und Leber. In Magen, Dünndarm und Dickdarm des Tollund-Manns fanden sich noch die Reste seiner letzten Mahlzeit.

## Befunde
Neuere Radiokarbondatierungen ergaben einen wahrscheinlichen Todeszeitraum von 405–380 v. Chr., der damit in die vorrömische Eisenzeit fällt.
Die Pollenanalyse seines gut erhaltenen Magen- und Darminhalts ergab als Jahreszeit seines Todes den späten Winter oder das frühe Frühjahr. Der Mageninhalt, bestehend aus einem Brei oder einer Grütze ausschließlich aus Pflanzensamen (vor allem Gerste, Flachs, Leindotter und Knöterich), lässt vermuten, dass der Tollund-Mann wenige Stunden vor seinem Tod eine letzte Mahlzeit zu sich genommen hat. Die Tatsache, dass darin bis zu 40 verschiedene Pflanzensamen enthalten wurden, von denen einige nur in ganz bestimmten Gebieten zu finden waren, hat zu der Annahme geführt, dass es sich um eine speziellen Ritualen vorbehaltene Speise handelte. Isotopenuntersuchungen an Knochenkollagen des Tollund-Manns haben ergeben, dass seine Nahrung zu Lebzeiten vor allem aus pflanzlichen Produkten von gedüngten Feldern bestand. Es konnte ausgeschlossen werden, dass der Mann Meeresfisch gegessen hat.
Die Untersuchung des Tollund-Manns auf Krankheiten erbrachte keine Ergebnisse. Allerdings wurden in seinem Darm Eier des Peitschenwurms (Trichuris trichiura) gefunden, eines parasitären Fadenwurms.
Die Schlinge, die noch immer um seinen Hals liegt, spricht für einen gewaltsamen Tod des Tollund-Manns durch Strangulation, wobei der Arzt, der die forensische Untersuchung durchführte, sich sicher war, dass der Mann nicht erdrosselt, sondern gehängt wurde. Die Art, wie er ins Moor gebettet wurde – in Schlafposition mit geschlossenen Augen – spricht dafür, dass er nicht von Feinden getötet wurde. Wahrscheinlich ist, dass es sich um ein Menschenopfer handelt, vielleicht aus Dank für den Torf oder im Winter als Bitte um den kommenden Frühling. Der Tollund-Mann und seine Fundumstände sind nicht einzigartig; es finden sich viele Parallelen zu anderen Moorleichenfunden, zum Beispiel zur Frau von Elling, die nur 90 Meter entfernt gefunden wurde, oder dem zwei Jahre später gefundenen Grauballe-Mann, der im Museum von Moesgård bei Aarhus aufbewahrt wird.
Im Jahr 2014 wurden am Fuß des Tollund-Manns zwei erhöhte Punkte entdeckt, die für Fußsohlenwarzen gehalten werden. Da auf histologische Untersuchungen verzichtet wurde, um die Probe nicht zu beschädigen, ist der Befund unsicher.

## Konservierung
Moorleichen trocknen schnell ein und zerfallen, wenn sie dem schützenden Moor entnommen werden. Da das Gesicht des Tollund-Manns bis in kleinste Einzelheiten erhalten ist, und auch wegen der den heutigen Betrachter stark beeindruckenden Ruhe des wie schlafend wirkenden Leichnams, wurde beschlossen, die Leiche zu konservieren und museal der Öffentlichkeit zugänglich zu machen.
In den 1950er Jahren war die Konservierung mit Polyethylenglykol die einzige Möglichkeit, so dass nur der Kopf konserviert wurde, während der Körper eintrocknete. In späteren Jahren wurde der Körper komplett mit Silikon rekonstruiert, so dass der Tollund-Mann heute wieder so zu sehen ist, wie er durch die Jahrhunderte im Moor gelegen hat.
Heute befindet sich der Leichnam im Museum von Silkeborg in Jütland. Die niederländischen Künstler für paläontologische Rekonstruktionen Adrie und Alfons Kennis fertigten eine Ganzkörperrekonstruktion des Tollund-Mannes für das Museum an.

## Rezeption
Der irische Lyriker und Nobelpreisträger Seamus Heaney thematisiert den Tollund-Mann in zwei Gedichten – The Tollund Man (1973) und The Tollund Man in Springtime (2005).